# أدب بهلوي
الأدب البهلوي أو الأدب الفارسي الوسيط (بالفارسية: ادبیات پارسی میانه) هو الأدب الفارسي خلال الألفية الميلادية الأولى، وخاصة في العصر الساساني.

## أقسام الأدب البهلوي
ينقسم الأدب البهلوي إلى ثلاثة أقسام:
1. النسخة البهلوية من الأفستا (الأبستاق)، والتي عرفت باسم «زند أفستا» (بالفارسية: زند اوستا).
2. النصوص البهلوية التي تتناول موضوعات دينية.
3. النصوص البهلوية التي تتناول موضوعات غير دينية.

### الترجمات البهلوية للأفيستا
وتشمل العديد من النصوص البهلوية التي ترجمت الأفستا، ومن أبرزها:
1. وندیداد
2. يسنه

### نصوص بهلوية في موضوعات دينية
وتشمل العديد من المؤلفات البهلوية التي تتحدث عن موضوعات متعددة في الديانة الزرادشتية، كنشأة الكون، وعلم الكونيات، والإيمان بالآخرة، وخلق العالم، والطقوس والمراسم، وغير ذلك. ومن أهم كتابات القرن التاسع كتاب «دين كرد» الموسوعي. ومن الكتب الأخرى في هذا الشأن:
1. دانای مینوی خرد
2. شکند گمانیک وزار
3. بندهشن (أي: الخلق الأول)
4. ماه فروردین روز خرداد
5. ارداویراف‌نامه (أي: سيرة أردافيراف)
6. جاماسب‌نامه (أي: سيرة جاماسب)
7. زند وهمن یسن
8. شاپورگان

### نصوص بهلوية في موضوعات دنيوية
تشمل هذه النصوص القواميس البهلوية والكتب الشعر والقصة والجغرافيا وغير ذلك، ومن أمثلة هذه الكتب:
1. کارنامه اردشیر بابکان (كتاب أعمال أردشير)
2. شهرستان‌های ایرانشهر (عواصم مقاطعات إيران)
3. درخت آسوری (شعر)
4. فرهنگِ پهلوی